# Impressora virtual

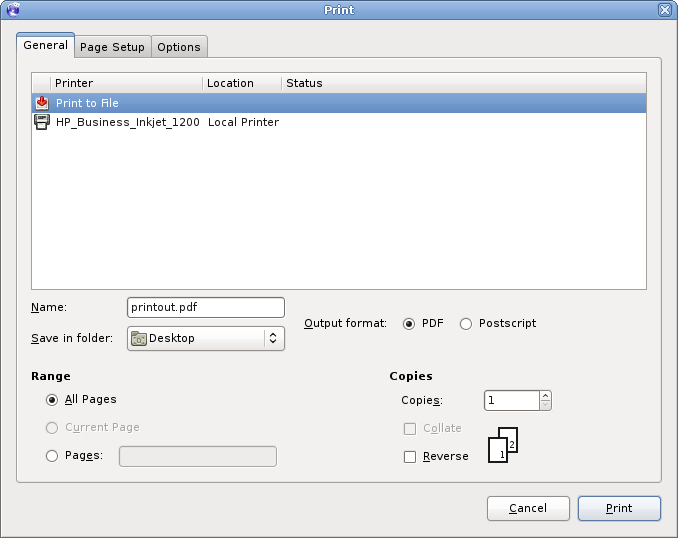
Un quadre de diàleg GTK+ per imprimir en una impressora virtual (per crear un fitxer PDF o PostScript) o una impressora física

En informàtica, una impressora virtual és un programa que s'instal·la com un driver d'impressora, emulant-la, tot i que físicament no existeix. De fet és un dispositiu instal·lat dins la interfície d'usuari i l'API que simula a un controlador d'impressora, però sense que hi hagi cap impressora física connectada.
Quan un document és "imprès" amb una impressora virtual, en comptes d'imprimir-lo físicament en paper o en un altre material, el programa subjacent processa les imatges de les seves pàgines d'una altra manera, donant generalment com a resultat un fitxer amb un format d'imatge o un fitxer PDF.

## Història
A principis de la dècada de 1960, el sistema operatiu B5500 Master Control Program (MCP) incloïa impressores virtuals, anomenades "Còpia de seguretat d'impressores" en forma de Printer Backup Tapes (PBT)) i Printer Backup Disks (PBD). El sistema operatiu VM/370 d'IBM permetia als usuaris col·locar un fitxer d'impressora virtual (o perforació) a un altre usuari, que el podia llegir com a entrada. Això proporcionava un mitjà bàsic de transferència de fitxers.

## Funcions
Permet configurar paràmetres que, moltes vegades, no es permeten a les impressores físiques, com imprimir marques d'aigua, ometre marges, etc.. Entre altres usos típics de les impressores virtuals hi ha:
- Convertir documents a format PDF, Djvu o PostScript.
- Desar diversos documents en un de sol.
- Convertir documents en fitxers gràfics, com ara JPEG o TIFF, per presentar-los en un format universal i independent de la plataforma.
- Enviar documents a un servidor de fax.
- Afegir funcions que la impressora no admet, com ara:
  - imprimir vàries pàgines en una sense vores;
  - imprimir formularis;
  - afegir filigranes i altri.
- Impressió remota de documents a través d'Internet.

- Desar un document en un altre format, com ara un fitxer TIFF de vàries pàgines.
- Enviar documents a un servidor de fax.
- Permetre a l'usuari controlar certs aspectes de la impressió que no són compatibles de manera nativa, com ara imprimir diverses pàgines per full sense vores, imprimir capçalera, filigranes, etc. Aquesta sortida es pot desar en un fitxer per a la impressió futura o passar a una altra impressora.
- Pre-visualitzar un document imprès abans d'imprimir-lo, per estalviar tinta i paper. Aquesta funcionalitat també està integrada en moltes aplicacions GUI.
- Impressió remota de documents a través d'Internet. Almenys un exemple d'aquesta tecnologia crea una impressora virtual en un ordinador que realment converteix el document i l'envia a un servidor remot, des del qual el fitxer es pot imprimir a una impressora connectada a un ordinador en una ubicació remota. També s'està utilitzant una tecnologia similar per permetre la impressió des de dispositius com ara telèfons intel·ligents.

## Exemples
- Adobe Acrobat és una eina comercial de creació de PDF que inclou una impressora virtual (Acrobat Distiller) per imprimir a PDF. Acrobat Distiller també es ven per separat.
- PDFCreator és un creador de PDF i fitxers d'imatge de codi obert que inclou una impressora virtual per imprimir en format PDF o en diferents formats de fitxer d'imatges: .JPG, .PNG, .TIFF (cal configurar el tipus o "perfil" dins la gestió d'impressores).
- El Microsoft Office Document Image Writer s'inclou amb el Microsoft Office abans del Microsoft Office 2007. Només s'admet amb un sistema operatiu de 32 bits. El document es converteix a TIFF o MDI.
- Microsoft XPS Document Writer és una impressora virtual integrada amb suport per a la conversió a un fitxer XPS en Windows XP i en WinServer 2003.[3]
- DoPdf és una impressora virtual de fitxers PDF, distribuïda gratuïtament. No imprimeix des de la sessió de terminal.
- Foxit Reader - Inclou una impressora virtual (anterior a la versió 8.3.2, després de la qual la impressora virtual ja no s'inclou al kit d'instal·lació).[6]
- FinePrint és un programa intermedi abans de la impressió real. Proporciona vistes prèvies, saltant pàgines innecessàries, capçalera i peu de pàgina, imprimir vàries pàgines per pàgina o tipus fulletó (redueix automàticament les pàgines), combinant treballs seqüencials i ajuda a la impressió dúplex girant les pàgines per adaptar-se a la impressora. Capaç de desar i tornar a imprimir treballs d'impressió.
- CUPS-PDF és un anàleg gratuït d'Acrobat Distiller per a Unix/Linux.
- PDFill PDF & Image Writer és una impressora virtual per poder crear PDF, PNG, JPG, BMP, TIF, GIF a Windows 98 – Windows 7. Distribuït gratuïtament com a part del paquet PDFill PDF Tools. Requereix instal·lar Ghostscript.

- ImagePrinterPro és una impressora virtual per imprimir en format PDFo en format .TIFF (amb "publicity watermaks")
- Bullzip és una impressora virtual, gratuïta. Requereix instal·lar Ghostscript. Admet molts idiomes (anglès, ...) El programa és gratuït per a ús privat.
- PrimoPDF és una impressora virtual per imprimir en format PDF

- Boomaga - Un anàleg lliure de FinePrint per a Unix/Linux. Proporciona previsualitzacions, salta pàgines innecessàries, imprimeix diverses pàgines en una sola pàgina o fulletó (redueix automàticament les pàgines), combinant treballs seqüencials i ajuda a la impressió dúplex.